# Giulio Lasso

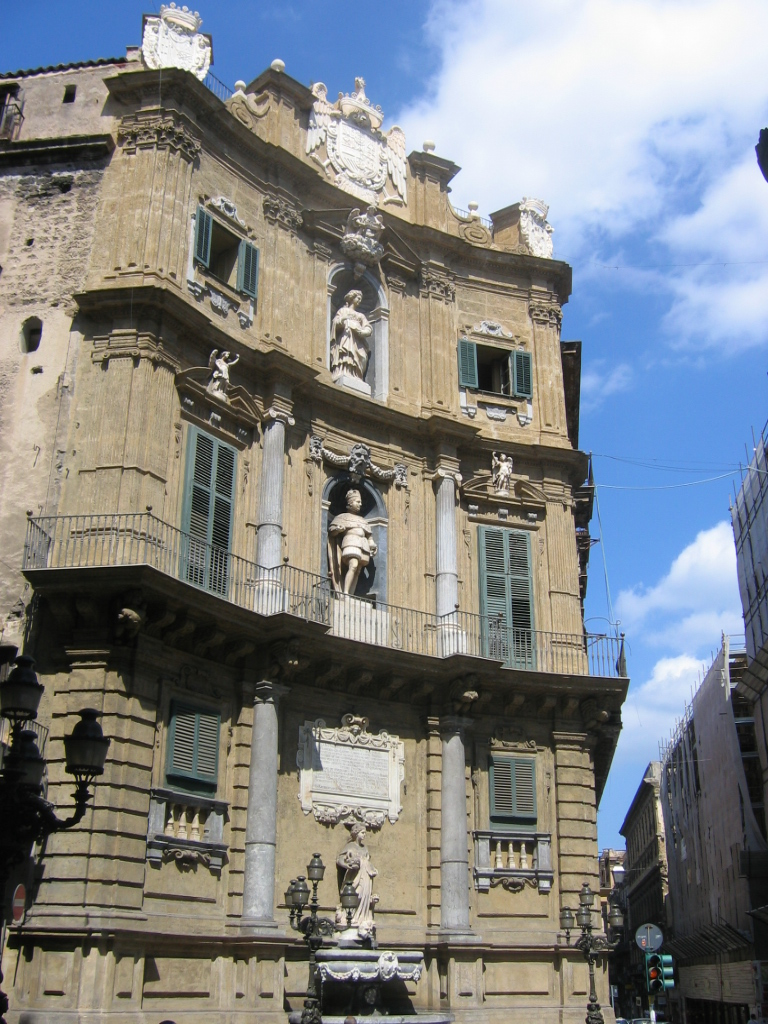
Primo Barocco siciliano: Quattro Canti, Palermo costruito nel 1610 circa.

Giulio Lasso (Firenze, 1565 circa – 1617) è stato un architetto italiano famoso per il lavoro svolto in Sicilia come architetto regio, dopo aver tentato senza successo di candidarsi al ruolo di ingegnere militare presso la corte di Spagna e sul campo di guerra in Bretagna nel 1594-1595. Fu fratellastro del pittore Orazio Borgianni.

## Opere
La sua opera più famosa è quella dei Quattro Canti, una piazza nel centro della città di Palermo creata per definire in forma monumentale l'incrocio tra le vie Toledo e Maqueda.
Fu uno dei primi esempi del Barocco siciliano nell'architettura, ed è anche uno dei primi esempi di pianificazione urbana caratterizzata dall'intento scenografico d'impronta barocca. “Teatro del Sole”, fu infatti una tante definizioni che la letteratura del tempo assegnò ai Quattro Canti.
Lasso non visse abbastanza a lungo per vedere la realizzazione del suo progetto che fu iniziato nel 1609 e che fu finito sotto la supervisione di Mariano Smiriglio, che era l'architetto della città, nominato dal senato di Palermo già nel 1602 e presente in cantiere fin dall'inizio. In effetti l'opera vide per tutta la durata dei lavori il contrasto tra il progetto regio di Lasso e la volontà senatoriale che intendeva eliminare quanto più possibile la simbologia monarchica dell'opera che nacque soprattutto per accogliere le statue dei re di Spagna.